# Fidel Uriarte
Fidel Uriarte Macho, más conocido como Uriarte (Sestao, Vizcaya; 1 de marzo de 1945-Portugalete, Vizcaya; 19 de diciembre de 2016) fue un futbolista internacional español. Jugaba de delantero y desarrolló la mayor parte de su carrera profesional en el Athletic Club.
A pesar de medir 1'75m, fue uno de los mejores rematadores de cabeza de la historia del Athletic Club.

## Biografía
Fue descubierto por Piru Gaínza para incorporarle al primer equipo juvenil del Athletic Club, en 1960. Su debut en la Primera División de España fue el 23 de septiembre de 1962, en el partido C.D. Málaga 2-0 Athletic Club. En ese mismo partido también debutó José Ángel Iribar.
El 31 de diciembre de 1967 logró su mejor registro anotador en un partido al anotar cinco goles al Betis (8-0). Tuvieron que pasar más de 48 años hasta que un jugador rojiblanco, Aritz Aduriz, igualara este registro goleador. Acabó ganando el Trofeo Pichichi, como máximo goleador de la temporada 1967-68, al marcar 22 goles. Con el Athletic Club ganó dos Copas y fue subcampeón de Liga en la temporada 1969-70. Formó una línea de ataque muy conocida junto a Argoitia, Arieta II, Clemente y Txetxu Rojo. Sumando todas las competiciones, disputó 394 partidos y marcó 120 goles; 90 de ellos en Liga.
En 1974 fichó por el C.D. Málaga, club en el que jugó tres temporadas antes de retirarse de los terrenos de juego. Con el club malacitano, disputó 15 partidos en Primera División, además de jugar una temporada en Segunda División.
Posteriormente, tuvo una breve etapa como entrenador. Entrenó al Sestao Sport Club durante varios partidos en 1978, al Bilbao Athletic, en 1991 tras el ascenso de Iñaki Sáez al primer equipo, durante doce partidos y al Villarreal C.F. en 1995 durante veintiséis partidos.
Falleció el 19 de diciembre de 2016 a los 71 años de edad, tras haber sufrido alzhéimer.

## Selección nacional
Fue internacional con la selección de fútbol de España en 9 ocasiones, entre 1968 y 1972. Su debut como jugador de la selección española fue, el 28 de febrero de 1968, en el partido España 3-1 Suecia. Con la selección marcó un gol en una victoria contra Italia (1-2), disputado el 20 de febrero de 1971.

### Carrera internacional
| Selección | Temporada | Partidos | Goles |
| --------- | --------- | -------- | ----- |
| España    | 1967–68   | 1        | -     |
| España    | 1968–69   | -        | -     |
| España    | 1969–70   | 3        | -     |
| España    | 1970–71   | 4        | 1     |
| España    | 1971–72   | 1        | -     |
| España    | Total     | 9        | 1     |

## Clubes
| Club          | País   | Año         |
| ------------- | ------ | ----------- |
| Athletic Club | España | 1962 - 1974 |
| C.D. Málaga   | España | 1974 - 1976 |

## Palmarés

### Campeonatos nacionales
| Título                | Club          | País   | Año  |
| --------------------- | ------------- | ------ | ---- |
| Copa del Generalísimo | Athletic Club | España | 1969 |
| Copa del Generalísimo | Athletic Club | España | 1973 |

### Distinciones individuales
| Distinción      | Año  |
| --------------- | ---- |
| Trofeo Pichichi | 1968 |